# Karl Nicol
Karl Ludwig Dietrich Nicol  (* 1. Juli 1886 in Willmars, Unterfranken; † 1954) war ein deutscher evangelisch-lutherischer Theologe. Er war ab 1919 Rektor der Diakonen- und Erziehungsanstalt Rummelsberg.

## Werdegang
Karl Nicol wuchs im evangelischen Pfarrhaus in der heutigen Lappichstraße in Willmars auf, damals im Bezirksamt Mellrichstadt gelegen. Zu seinen Jugenderinnerungen gehört, dass er mit den Kindern der benachbarten jüdischen Familie Strauß zu spielen pflegte.
Nicol studierte Evangelische Theologie an den Universitäten in Erlangen, Rostock und Berlin und verbrachte im Anschluss zwei Jahre im Predigerseminar in München. Der christlichen Studentenverbindung Uttenruthia Erlangen im Schwarzburgbund trat er im Wintersemester 1904/05 bei. Seine 7 Brüder waren ebenfalls in der Uttenruthia aktiv und sein Vater erhielt im SS 1908 das Ehrenband. 1909 erfolgte seine Ordination. Nach kurzem Vikariat in München war er von 1910 bis 1913 Stadtvikar in Bamberg. 1913 kam er als Pfarrer nach Gleisenau (Unterfranken). Seine seelsorgerische Arbeit wurde unterbrochen durch den Ersten Weltkrieg, in dem er 14 Monate als Lazarettpfarrer diente.
1919 übernahm er als Rektor die Leitung der Landesdiakonieanstalt Rummelsberg, die seine Wirkungsstätte blieb. Ab 1934 stand er zudem als Vorsitzender dem Landesverein für Innere Mission der Evangelisch-Lutherischen Kirche in Bayern vor. Nach der Machtübernahme der Nationalsozialisten, die mehrmals versuchten, die Rummelsberger Anstalten aufzuheben, war er ab 1933 wiederholt politischer Verfolgung ausgesetzt.
Als sich zum 31. Januar 1936 unter Zwang der Nationalsozialisten die aktive Verbindung der Uttenruthia auflösen musste, übernahm der Landesverein der Inneren Mission, dessen Vorsitzer Karl Nicol war, das Uttenreutherhaus in der Friedrichstraße 19 in Erlangen, wandelte es zu einem "Theologischen Studienheim" um. Am 5.12 1938 kaufte die Landeskirche das Haus vom damals noch bestehenden Philisterverein der Uttenruthia, um es ihr 1951 zurückzuübereignen.
Nach Ende des Zweiten Weltkriegs war er Hauptgeschäftsführer und stellvertretender Bevollmächtigter des Evangelischen Hilfswerks in Bayern, Mitglied des Exekutivkomitees des Evangelischen Hilfswerks in Deutschland (amerikanische Zone) und Mitglied des Zentralausschusses für Innere Mission der Evangelischen Kirche in Deutschland. 1948 wurde er Präsident des neu gegründeten Landesverbandes für Innere Mission in Bayern.

## Ehrungen
- 1948: Ehrendoktor der Theologischen Fakultät der Universität Erlangen
- Wichernplakette für Verdienste auf dem Gebiet der Inneren Mission
- 1953: Verdienstkreuz (Steckkreuz) der Bundesrepublik Deutschland

## Veröffentlichungen (Auswahl)
- Diakonische Lebens- und Berufsordnung, Berlin-Friedenau: Deutsche Diakonenschaft, o. J. [1936]
- Ratgeber für Rummelsberger Diakone, 1938
- Rummelsberg. Ein Gang durch die Anstalten mit Bildern und kurzen Erläuterungen, 1939
- Das Küsteramt in der evangelischen Kirche. Erlangen: Martin Luther-Verlag, 1939
- Aus Gnad' und lauter Güte! Aus dem Leben und der Arbeit eines Mannes der Inneren Mission. München: Claudius-Verlag, 1954
- Aufsätze in den Zeitschriften Das Diakonenblatt, Volksmission, Kirche und Kunst u. a.

## Wirkung
Das evangelische Kinderheim in Willmars ist nach Nicol benannt (Nicolhaus).